# ماچئی ویتیشکو
ماچئی وُیتیشکو (لهستانی: Maciej Wojtyszko؛ ‏ تلفظ لهستانی: [ˈmat͡ɕɛj vɔjˈtɨʂkɔ]؛ ‏ زادهٔ ۱۴ آوریل ۱۹۴۶) کارگردان فیلم، مؤلف، کارگردان نمایش و فیلم‌بردار اهل لهستان است. وی ابتدا در دانشگاه ورشو در رشتهٔ فلسفه درس خواند و سپس به تحصیل در رشتهٔ کارگردانی در مدرسه ملی فیلم ووچ پرداخت. وی مدتی در استاد آکادمی ملی هنرهای نمایشی الکساندر زلوروویچ در ورشو بود.
از فیلم‌ها یا مجموعه‌های تلویزیونی که وی در آن‌ها نقش داشته است، می‌توان به مرشد و مارگاریتا و اوشیتسکا اشاره نمود.
وی در سال ۲۰۰۲ برندهٔ نشان افتخار تولد لهستان شد.